# Vera Tanner

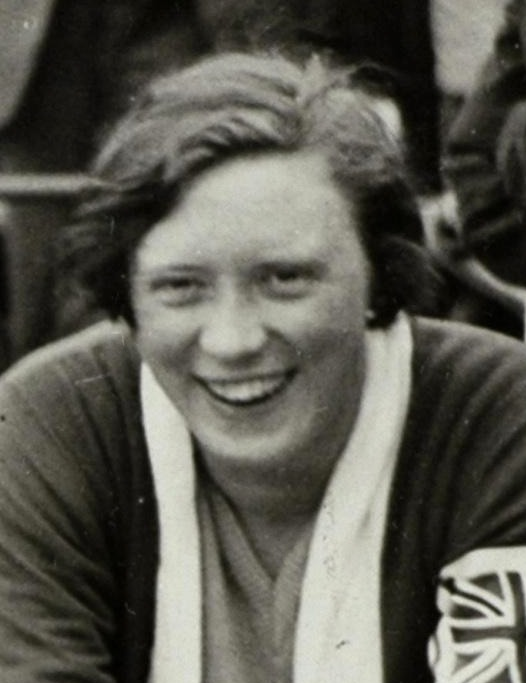
Vera Tanner (1928)

Iris Vera Tanner, in manchen Quellen auch Irene Vera Tanner, nach erster Heirat Murrell, nach zweiter Heirat Curran (* 20. November 1906 in Eastbourne; † 22. Februar 1971 in Alfriston), war eine britische Schwimmerin, die zwei olympische Silbermedaillen gewann.

## Karriere
Vera Tanner schwamm für den Eastbourne Swimming Club. Sie gewann 1919 ihren ersten Jugendtitel in Sussex. Ab 1923 erreichte sie Podiumsplatzierungen bei den Meisterschaften der Amateur Swimming Association. Ihren einzigen englischen Meistertitel gewann sie 1928.
1924 bei den Olympischen Spielen in Paris schied Vera Tanner über 400 Meter Freistil im Halbfinale aus. Die 4-mal-100-Meter-Freistilstaffel aus den Vereinigten Staaten gewann die Goldmedaille mit über 18 Sekunden Vorsprung vor der britischen Staffel mit Florence Barker, Constance Jeans, Grace McKenzie und Vera Tanner. Die Britinnen hatten ihrerseits ebenfalls 18 Sekunden Vorsprung auf die drittplatzierten Schwedinnen. Jeans und Tanner erreichten auch das Finale über 100 Meter Freistil und belegten hinter drei Schwimmerinnen aus den Vereinigten Staaten den vierten und fünften Platz.
Nachdem sich Tanner in den Jahren 1925 und 1926 auf die längeren Distanzen konzentriert hatte, war sie 1928 auch wieder auf den kurzen Strecken erfolgreich. Bei den Olympischen Spielen 1928 in Amsterdam erreichten mit Sarah Stewart und Vera Tanner zwei britische Schwimmerinnen das Finale über 400 Meter Freistil. Martha Norelius aus den Vereinigten Staaten siegte vor der Niederländerin Marie Braun und Josephine McKim aus den Vereinigten Staaten. Sieben Sekunden nach McKim wurde Stewart Vierte vor der Südafrikanerin Freddie van der Goes und Vera Tanner. In der 4-mal-100-Meter-Freistilstaffel gewann das Team aus den Vereinigten Staaten vor der britischen Staffel mit Margaret Cooper, Sarah Stewart, Vera Tanner und Ellen King. Über 100 Meter Freistil schied Tanner im Halbfinale aus.
1929 reiste Tanner mit der britischen Nationalmannschaft nach Südafrika und traf dort Dupre Murrell, den sie bereits 1924 in Paris kennen gelernt hatte. 1930 heirateten die beiden und in den nächsten Jahren arbeitete Vera Murrell in Südafrika als Lehrerin. Ende der 1930er Jahre zog sie nach Hongkong und arbeitete dort in der Schulbehörde. Im Zweiten Weltkrieg war sie als Krankenschwester im Einsatz und war dann in Hongkong in japanischer Kriegsgefangenschaft. Nach 1945 kehrte sie nach England zurück und heiratete in zweiter Ehe den Lieutenant Colonel Ned Curran.